# Wilkinson-katalysator
De wilkinson-katalysator is een rodium-complex, chloortris(trifenylfosfine)rodium(I), vernoemd naar de scheikundige Geoffrey Wilkinson, winnaar van de Nobelprijs voor Scheikunde in 1973.

## Structuur en eigenschappen
De wilkinson-katalysator, met de structuurformule RhCl(PPh3)3 (Ph = fenyl), is een tetragonaal planair complex met 16 valentie-elektronen. Dit wil zeggen dat het rodium zich in één vlak bevindt met de coördinerende fosforatomen van de drie trifenylfosfines en het chloride.
Het complex wordt bereid door rodium(III)chloride met een overmaat aan trifenylfosfine te laten reageren in ethanol. Hierbij dient het trifenylfosfine tevens als reductor en ontstaat als bijproduct trifenylfosfineoxide. De reactievergelijking ziet er als volgt uit:
{\displaystyle {\ce {RhCl3(H2O)3 + 4 PPh3 -> RhCl(PPh3)3 + PPh3O + 2 HCl + 2 H2O}}}

## Katalytische eigenschappen
De wilkinson-katalysator is een homogene katalysator die de hydrogenering van alkenen katalyseert. In de eerste stap dissocieert een van de trifenylfosfine-liganden en ontstaat een drie-gecoördineerd intermediair met 14-valentie-elektronen. Dit complex addeert oxidatief een waterstofmolecule. Na de pi-complexatie van een alkeen en een intramoleculaire transfer van een hydride naar het alkeen, vindt een reductieve eliminatie plaats van het product, een alkaan.

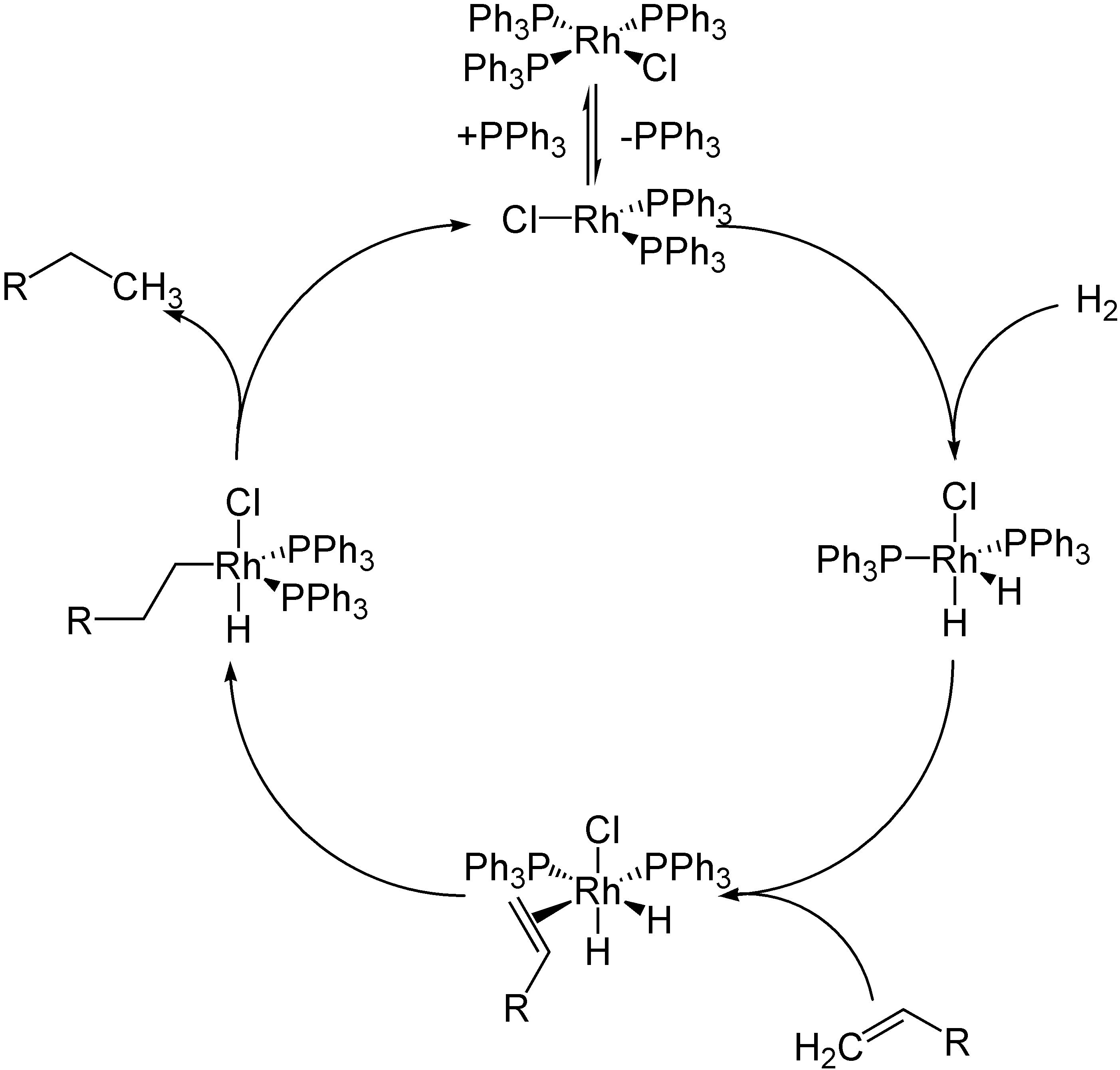
Katalytische cyclus van een hydrogenering met de wilkinson-katalysator.

Andere toepassingen van de wilkinson-katalysator zijn de katalytische hydroboratie met catecholboraan en pinacolboraan en de selectieve 1,4-reductie van α,β-onverzadigde carbonylverbindingen met tri-ethylsilaan. Wanneer de trifenylfosfine-liganden worden vervangen door chirale liganden (DIPAMP, DIOP) wordt het mogelijk om ook enantioselectieve hydrogeneringen door te voeren.

## Overige reacties
RhCl(PPh3)3 reageert met CO tot RhCl(CO)(PPh3)2, wat qua structuur overeenkomt met het Vaska-complex, maar minder reactief is. Hetzelfde complex ontstaat door de decarbonylatie van aldehyden:
{\displaystyle {\ce {RhCl(PPh3)3 + RCHO -> RhCl(CO)(PPh3)2 + RH + PPh3}}}
Door RhCl(PPh3)3 te roeren in benzeen ontstaat het slecht oplosbare en roodgekleurde complex Rh2Cl2(PPh3)4, wat de instabiliteit van de trifenylfosfine-liganden danig verhoogt.